# Lukas Flückiger
Lukas Flückiger (Ochlenberg, 31 januari 1984) is een Zwitsers mountainbiker. Zijn broer Mathias Flückiger is ook een mountainbiker.

## Overwinningen

### Cross
| Seizoen   | Wereldbeker | Superprestige | bpost bank trofee | WK  | ZK    | Overige                            | Totaal aantal zeges |
| --------- | ----------- | ------------- | ----------------- | --- | ----- | ---------------------------------- | ------------------- |
| 2005-2006 |             |               |                   | NVT | NVT   | Rennaz                             | 1                   |
| 2006-2007 |             |               |                   | 18e | 5e    |                                    | 0                   |
| 2007-2008 |             |               |                   | ND  | Brons | Frenkendorf                        | 1                   |
| 2008-2009 |             |               |                   | ND  | Brons | Sion                               | 1                   |
| 2009-2010 |             |               |                   | 20e | Goud  | Beromünster, Frenkendorf, Bussnang | 4                   |
| 2010-2011 |             |               |                   | ND  | 4e    | Beromünster                        | 1                   |
| 2011-2012 |             |               |                   | ND  | 4e    | Uster, Butzberg                    | 1                   |
| 2012-2013 |             |               |                   | 17e | 4e    | Sun Prairie                        | 1                   |
| 2013-2014 |             |               |                   |     | Goud  | Madiswil                           | 2                   |
| 2014-2015 |             |               |                   |     | Brons |                                    | 0                   |
| 2015-2016 |             |               |                   | 32e | 4e    | sion-valais                        | 1                   |
| 2016-2017 |             |               |                   |     | 5e    | nyon                               | 1                   |
| 2017-2018 |             |               |                   |     |       |                                    | 0                   |

### MTB
| Seizoen | Wereldbeker | Kampioenschappen | Overige              | Totaal aantal zeges |
| ------- | ----------- | ---------------- | -------------------- | ------------------- |
| 2006    |             |                  |                      | 0                   |
| 2007    |             |                  |                      | 0                   |
| 2008    |             |                  | Bern                 | 1                   |
| 2009    |             |                  |                      | 0                   |
| 2010    |             |                  |                      | 0                   |
| 2011    |             |                  |                      | 0                   |
| 2012    |             |                  | Davos, Albstadt      | 2                   |
| 2013    |             |                  | Gränichen            | 1                   |
| 2014    |             |                  |                      |                     |
| 2015    |             |                  | Europese Spelen 2015 |                     |